# Problema de colapso de colonias

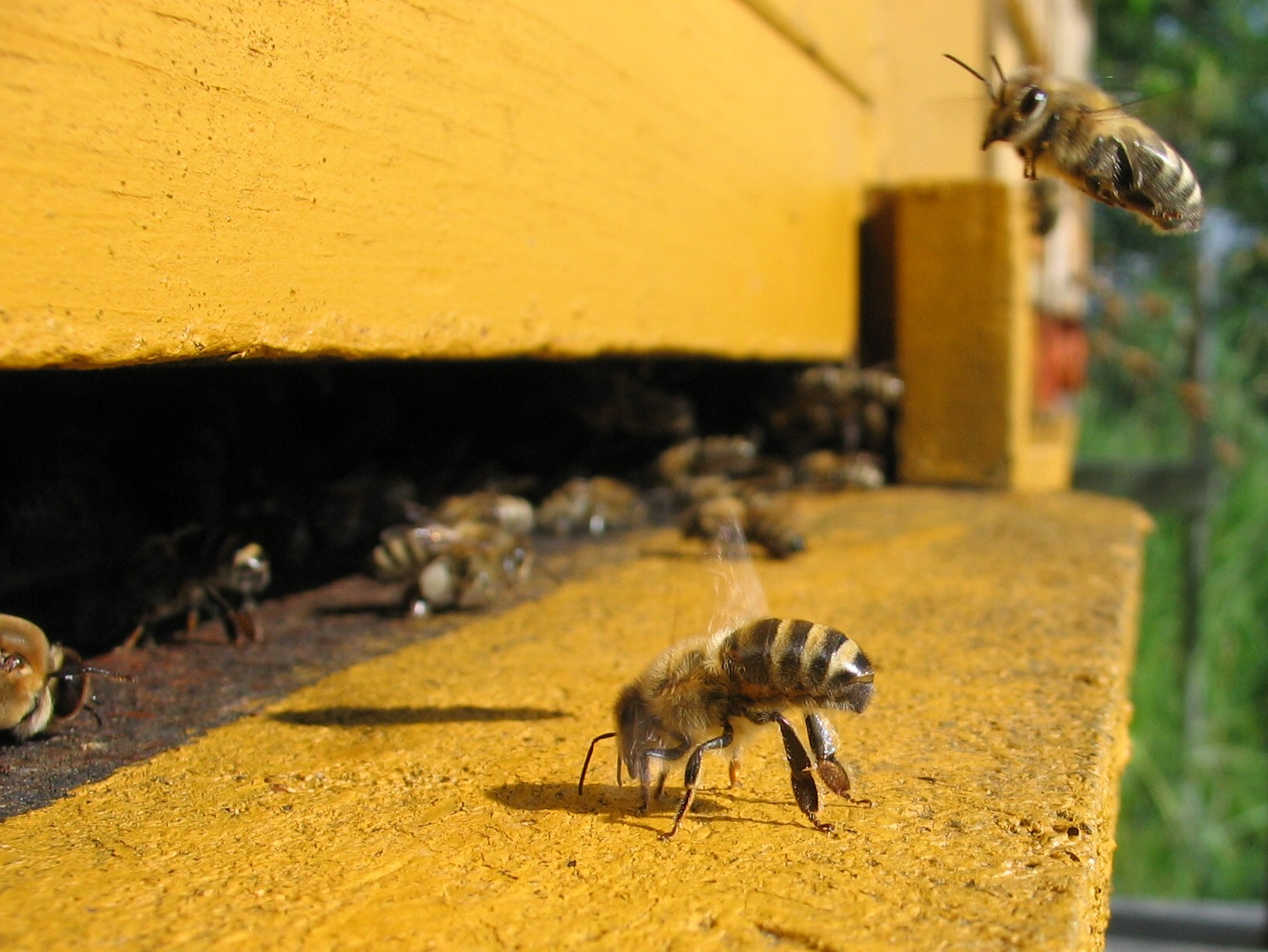
Abejas entrando a la colmena.

Se llama problema de colapso de colonias (o Colony Collapse Disorder, CCD, por sus siglas en inglés) a un fenómeno de la década de los años 2000 por el que una cantidad considerable de abejas obreras de una colmena desaparecen abruptamente. Aunque estas desapariciones han ocurrido anteriormente a lo largo de la historia de la apicultura, el término problema de colapso de colonias se aplicó por primera vez tras un crecimiento drástico del número de desapariciones en colonias de abejas en Norteamérica a finales de 2006.
En el mundo, en 2018, el número total de abejas domesticadas se había incrementado en 45% en las últimas cinco décadas; expertos citados por el Sierra Club declararon: «las abejas de miel no van a extinguirse […] tenemos más panales que nunca».  En los Estados Unidos, en 2016, se  sostenía que 3,993 especies de abejas del país se encontraban en buenas condiciones, y que los granjeros de miel de abeja también lo estaban, puesto que la cantidad de panales estaba casi en un cénit en un período abarcando hasta los 1990.
En 2024, la población de abejas de miel de los EE. UU. alcanzó una alta sin precedentes, un hito nunca antes visto, con 3.8 millones de colonias.  Es el animal de granja con mayor crecimiento de dicha nación, con un crecimiento del 31% sobre las cifras del 2007. En sólo los cinco años precedentes a 2024, el número de colonias aumentó en 1 millón.  Ya en 2014 el crecimiento era evidente, con un incremento en panales de 2.4 millones en 2006 a 2.7 millones en 2014, y alcanzando por lo tanto en 2014 el mayor nivel poblacional de los 20 años que le precedieron.
El colapso de las colonias es significativo para la economía, porque muchos cultivos, en diferentes partes del mundo, son polinizados por abejas.  Notablemente, ya en 2016 habían transcurrido cinco años sin que se reportase un tan solo caso de colapso de panal en los EE. UU.
A partir de 2007, los apicultores europeos observaron fenómenos similares en Bélgica, Francia, Holanda, Grecia, Italia, Portugal y España, y también se emitieron informes preliminares en Suiza y Alemania, aunque en menor grado, mientras que la Asamblea de Irlanda del Norte recibió en 2009 informes de descensos superiores al 50%. También se ha informado de posibles casos de CCD en Taiwán desde abril de 2007.
La causa o causas del síndrome no se comprenden bien, aunque muchas autoridades en la materia atribuyen el problema a factores bióticos, como una pandemia de ácaros Varroa que transmite a las abejas el virus de las alas deformes, o a otras enfermedades de las abejas, incluyendo la Nosema apis o el virus de parálisis aguda de Israel. También se han propuesto como causas el estrés por cambios en el entorno, desnutrición o pesticidas, por ejemplo neonicotinoides como el imidacloprid, y la apicultura trashumante. De forma más especulativa, se ha aludido a radiación de teléfonos móviles, y a cosechas modificadas genéticamente para incorporar un control de plagas, aunque no hay pruebas para ninguna de estas dos posibilidades. También se ha sugerido que la causa puede ser una combinación de factores.

## Antecedentes
Desde 1972 al 2006, ha habido una dramática disminución de abejas silvestres (o asilvestradas o cimarronas) en EE. UU. y un significativo, aunque algo gradual,  declive del número de colonias mantenidas por los apicultores. Esta desaparición incluye pérdidas acumulativas de distintos factores como urbanización, pesticidas, ácaros como Acarapis woodi y Varroa, y apicultores que se retiraron del negocio.
De cualquier modo, durante finales del 2006 y principios del 2007 el declive del número de colonias tomó mayores proporciones y el término ‘Problema de Colapso de Colonias’ (CCD) fue acuñado para describirlo.

Casos limitados de CCD fueron registrados desde 1869, y a estos síntomas se les ha dado distintos nombres décadas atrás, como (enfermedad de desaparición, disminución de primavera, mal de mayo, colapso de otoño, y mal de la caída y la disminución). Un fenómeno similar ocurrió en invierno de 2004/2005, fue atribuido a  ácaros de Varroa (el ácaro Vampiro), aunque esto último no fue confirmado. Nadie pudo determinar la causa de las apariciones pasadas de este síndrome. Y es reconocido que el síndrome no está restringido por estaciones, y no debe ser una “enfermedad” en el sentido estándar, – que no debe haber un “agente causante” específico (agentes biológicos patógenos que causan enfermedad o técnicamente toxina o tóxico químico que causan enfermedad, como parásitos o bacterias) – el síndrome fue renombrado.
También se le atribuye la causa al virus israelí de parálisis aguda (IAPV)

## Síntomas
En una colonia que colapsa por CCD generalmente ocurren todas estas condiciones simultáneamente.
- Presencia de cría de abejas obreras en la colonia abandonada. Las abejas normalmente no abandonan la colonia antes de que las crías hayan eclosionado.
- Presencia de comida almacenada, miel y polen (ambos):
  - i.  que no es inmediatamente robada por otras abejas.
  - ii. que cuando es atacada por pestes de colmena, como polillas de cera (Achroia grisella) o el pequeño escarabajo de las colmenas (Aethina tumida), el ataque es notablemente tardío.
- Presencia de la abeja reina. Si la reina no está presente, la colmena muere porque no la tenía, lo que no es considerado CCD.

Síntomas precursores que aparecen antes del colapso de colmena, son:
- Insuficiencia de abejas obreras para mantener las crias presentes.
- Las abejas obreras parecen ser abejas jóvenes adultas.
- Los miembros de la colmena son reacias a consumir la comida provista, como jarabe de azúcar y suplementos de proteína.

## Escala del problema
Entre 1961 y 2017, según la FAO (Naciones Unidas), el número de panales del planeta se incrementó un 85% y la producción de miel 181%.  Entre 1990 y 2021, el número de panales en el mundo se incrementó un 47%, alcanzando 102 millones.
En EE. UU. por lo menos veinticuatro estados y también en porciones de Canadá reportaron por lo menos un caso de CCD en 2007. De cualquier modo en muchos casos, los apicultores informaron perdidas significativas de abejas pero no experimentaron CCD. En el análisis subsiguiente se trata de distinguir entre casos que son o no CCD. En una encuesta a 384 apicultores de trece estados que informaron tener pocas o ningún abeja en la colmena en primavera, solo 23,8% dieron criterio de ser CCD (que el 50% o más de sus colonias muertas fueron encontradas sin abejas en la colmena). En EE. UU. los que tuvieron un CCD perdieron un 45% comparado con un total de perdidas 25% de todas las colonias que no experimentaron CCD durante 2006-2007; nótese que en algunas regiones durante el invierno se produjeron perdidas del 50% no siendo estas CCD, (ej., 2000-2001 en Pensylvania), cuando las perdidas en invierno son normales en rangos de 15-20%.
También hubo supuestos casos informados en los medios de India, Brasil y partes de Europa. Desde comienzos de 1990, Francia Bélgica, Italia, Alemania, Suiza, España, Grecia, Eslovenia y Holanda han  sido afectados por la desaparición de abejas, pero esto no está asociado necesariamente a casos de CCD; Austria e Inglaterra donde fue nombrado el fenómeno de Mary Celeste (barco en el que la tripulación desapareció en altamar en 1872) también reportaron ser afectados. Está lejos de ser cierto que todos estos casos fueran CCD, al menos los reportados fuera de EE.UU.: ya que hubo mucha publicidad, pero raramente se dieron todos los detalles de los fenómenos observados. En Alemania por ejemplo, se dieron los primeros reportes de CCD de Europa, y de acuerdo a la asociación nacional de apicultores hubo perdidas del 40% de colonias de abejas muertas, pero no hubo confirmación científica, a  principios de mayo de 2007, la prensa Alemana informaba de casos de CCD no confirmados en territorio alemán.
En 2009 los números de casos de CCD en EE. UU. han caído considerablemente; en el invierno de 2008-2009 hubo pérdidas del 28,6% en colonias de abejas y solo el 15% de estas (un 4,3 del total nacional) murieron a causa de CCD. el invierno de 2009-2010 hubo una mortalidad del 33,8% pero no hay aún estadísticas de CCD.